# 제40회 청룡영화상

제40회 청룡영화상은 2019년 11월 21일 인천광역시 파라다이스 시티에서 진행되었다.

## 심사위원
- 정윤철 – 영화 감독
- 윤종빈 – 영화 감독
- 원동연 – 영화 제작자
- 박매희 – 영화 제작자
- 조혜정 – 교수
- 윤성은 – 영화평론가
- 정보석 – 영화 배우
- 김형중 – 기자
- 네티즌 투표

## 수상 및 후보

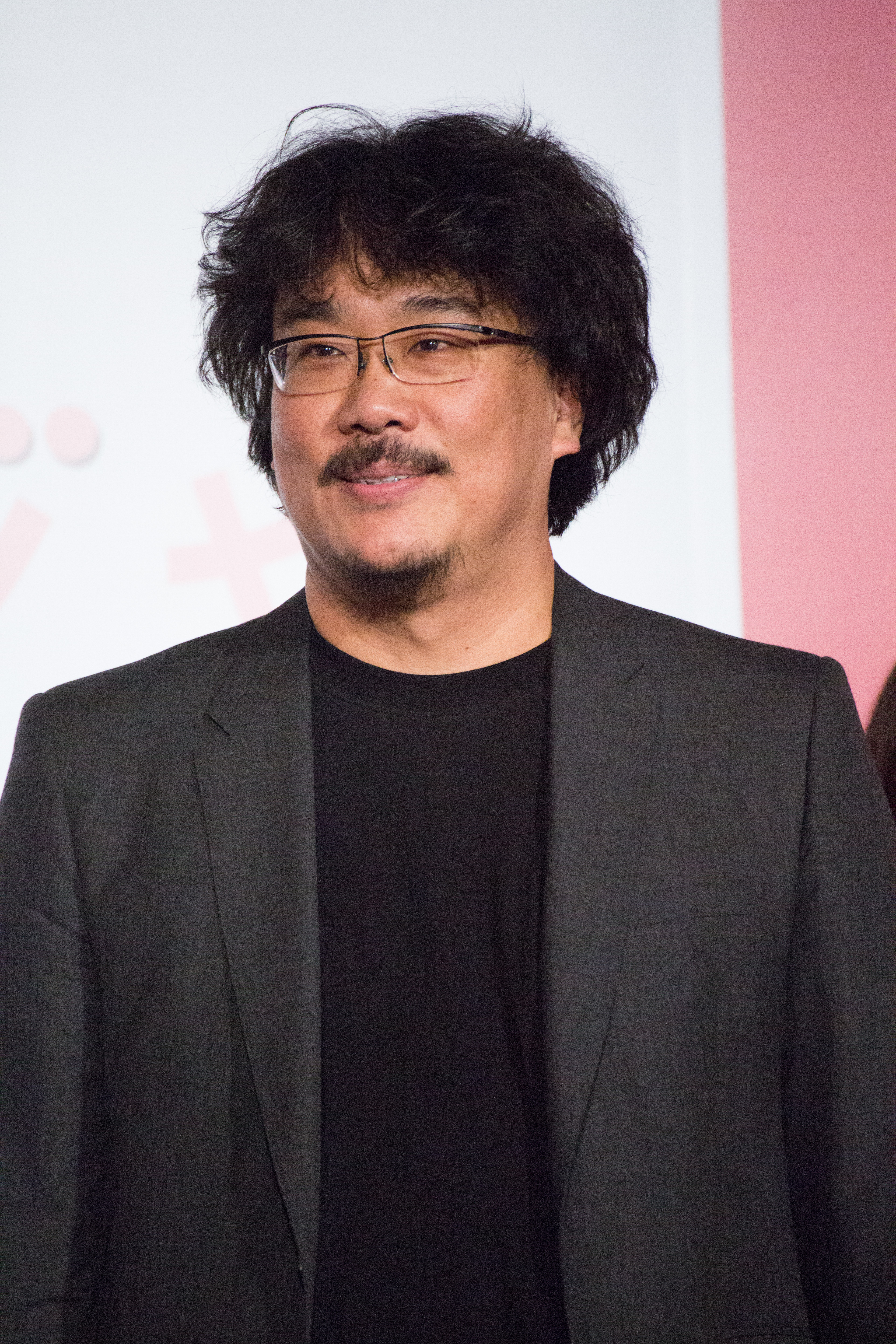
감독상 수상자 봉준호

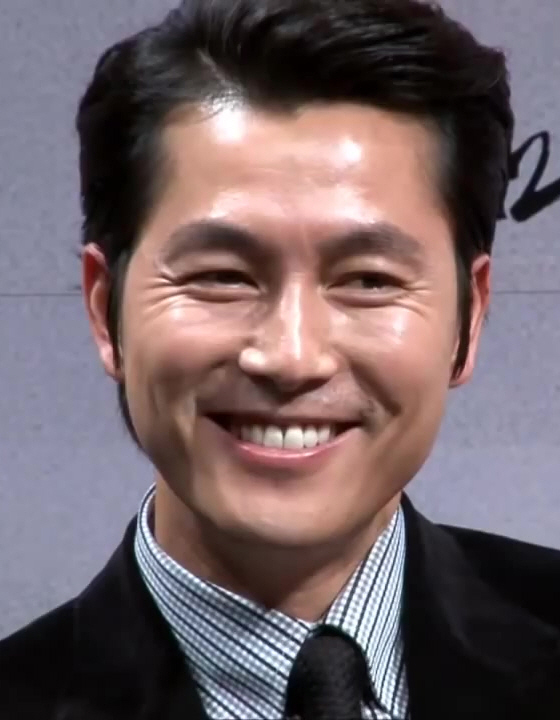
남우주연상 수상자 정우성

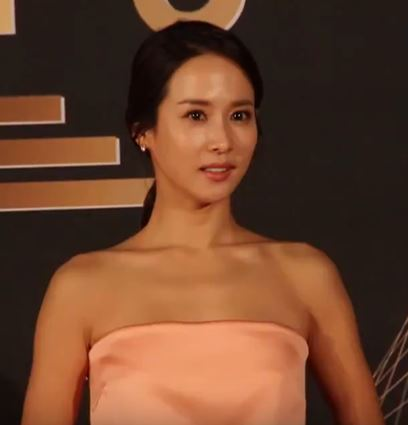
여우주연상 수상자 조여정

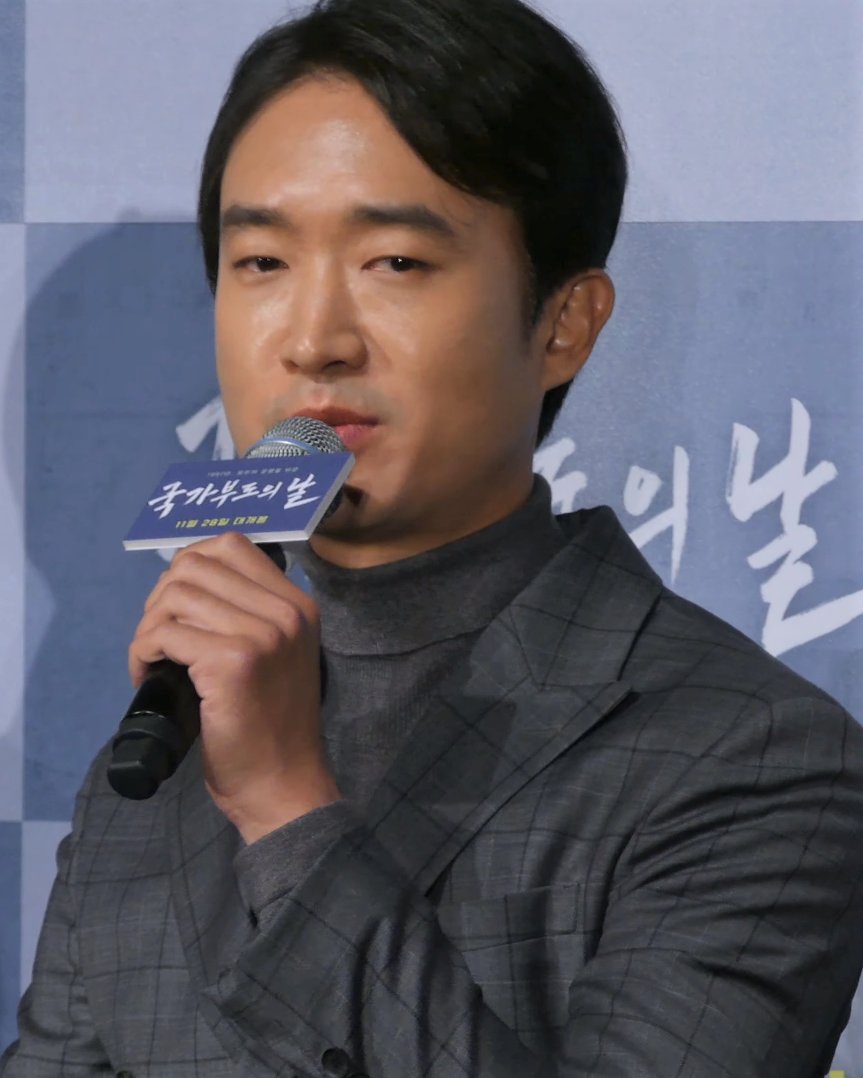
남우조연상 수상자 조우진

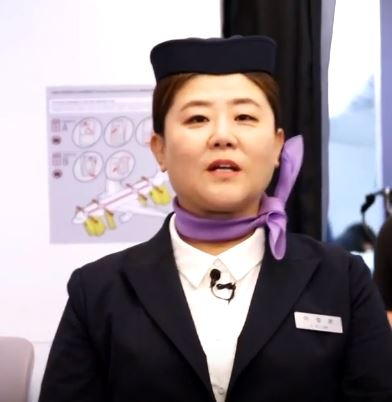
여우조연상 수상자 이정은

2018년 10월 12일부터 2019년 10월 10일까지 개봉한 한국영화를 대상으로 한 후보가 2019년 10월 31일 공개되었다.

### 상
수상작 및 수상자는 가장 위에 굵은 글씨와 이중 칼표()로 표시하였다.
| 최우수작품상 - 《기생충》 – 바른손이앤에이 - 《극한직업》 – 어바웃필름 - 《벌새》 – 에피파니 & 매스 오너먼트 - 《스윙키즈》 – 안나푸르나필름 - 《엑시트》 – 외유내강                                               | 감독상 - 봉준호 – 《기생충》 - 강형철 – 《스윙키즈》 - 원신연 – 《봉오동 전투》 - 이병헌 – 《극한직업》 - 장재현 – 《사바하》 |
| 남우주연상 - 정우성 – 《증인》 양순호 역 - 류승룡 – 《극한직업》 고상기 역 - 설경구 – 《생일》 정일 역 - 송강호 – 《기생충》 김기택 역 - 조정석 – 《엑시트》 이용남 역                                             | 여우주연상 - 조여정 – 《기생충》 연교 역 - 고아성 – 《항거: 유관순 이야기》 유관순 역 - 김혜수 – 《국가부도의 날》 한시현 역 - 임윤아 – 《엑시트》 정의주 역 - 전도연 – 《생일》 순남 역                                            |
| 남우조연상 - 조우진 – 《국가부도의 날》 재정국 차관 역 - 강기영 – 《가장 보통의 연애》 최병철 역 - 박명훈 – 《기생충》 근세 역 - 이광수 – 《나의 특별한 형제》 동구 역 - 진선규 – 《극한직업》 마봉팔 형사 역      | 여우조연상 - 이정은 – 《기생충》 문광 역 - 김새벽 – 《벌새》 영지 역 - 박소담 – 《기생충》 김기정 역 - 이하늬 – 《극한직업》 장연수 역 - 장영남 – 《변신》 최명주 역                                                                |
| 신인남우상 - 박해수 – 《양자물리학》 이찬우 역 - 김성철 – 《장사리: 잊혀진 영웅들》 기하륜 역 - 박형식 – 《배심원들》 권남우 역 - 정해인 – 《유열의 음악앨범》 차현우 역                                           | 신인여우상 - 김혜준 – 《미성년》 주리 역 - 박지후 – 《벌새》 은희 역 - 박혜수 – 《스윙키즈》 양판래 역 - 이재인 – 《사바하》 이금화 역 - 수영 – 《걸캅스》 양장미 역                                                                |
| 신인감독상 - 이상근 – 《엑시트》 - 김보라 – 《벌새》 - 김윤석 – 《미성년》 - 이옥섭 – 《메기》 - 이종언 – 《생일》                                                                                                 | 각본상 - 《벌새》 – 김보라 - 《극한직업》 – 문충일 - 《기생충》 – 봉준호, 한진원 - 《국가부도의 날》 – 엄성민 - 《사바하》 – 장재현                                                                                                 |
| 기술상 - 《엑시트》 – 윤진율, 권지훈 (스턴트) - 《스윙키즈》 – 권유진. 임승희 (의상) - 《봉오동 전투》 – 김민수, 류성철 (무술) - 《사바하》 – 김신철, 손승현 (시각효과) - 《변신》 – 김진숙, 윤황직 (분장특수분장) | 촬영조명상 - 《스윙키즈》 – 촬영: 김지용; 조명: 조규영 - 《봉오동 전투》 – 촬영: 김영호; 조명: 황순욱 - 《엑시트》 – 촬영: 김일연; 조명: 김민재 - 《사바하》 – 촬영: 김태수; 조명: 전영석 - 《기생충》 – 촬영: 홍경표; 조명: 김창호 |
| 편집상 - 《스윙키즈》 – 남나영 - 《극한직업》 – 남나영 - 《기생충》 – 양진모 - 《봉오동 전투》 – 양진모 - 《엑시트》 – 이강희                                                                                      | 음악상 - 《사바하》 – 김태성 - 《스윙키즈》 – 김준석 - 《엑시트》 – 모그 - 《유열의 음악앨범》 – 연리목 - 《기생충》 – 정재일 |
| 미술상 - 《기생충》 – 이하준 - 《스윙키즈》 – 박일현 - 《유열의 음악앨범》 – 배준수 - 《사바하》 – 서성경 - 《봉오동 전투》 – 이종건                                                                               | |

### 투표 및 기록상
- 한국영화 최다관객상: 《극한직업》
- 청정원 인기스타상
  - 박형식
  - 이광수
  - 이하늬
  - 임윤아

## 수상 및 후보 요약
- 최다 후보: 《기생충》 – 11
- 최다 수상: 《기생충》 – 5

## 시상자와 축하공연

### 공연자
| 공연자         | 내용 |
| -------------- | --- |
| 정선아, 정성화 | 〈나 그대에게 모두 드리리〉, 〈나도야 간다〉, 〈A Lover's Concerto〉, 〈비와 당신〉, 〈Maria〉, 〈영웅〉 |
| 세븐틴         | 〈HIT〉, 〈아주 NICE〉                                                                                   |

## 같이 보기
- 제56회 백상예술대상
- 제56회 대종상